# Saxe – Gambetta
Saxe - Gambetta – stacja metra w Lyonie, na linii B i D. Stacja na linii B została otwarta 14 września 1981, a na linii D 9 września 1991.